# Charles Vincent Aubrun
Charles Vincent Aubrun  (* 4. April 1906; † 2. Februar 1993 in Saint-Germain-en-Laye) war ein französischer Romanist und Hispanist.

## Leben und Werk
Aubrun studierte ab 1923 an der Sorbonne (als Schüler von Ernest Martinenche), sowie 1927 in Murcia bei Jorge Guillén. 1930 bestand er die Agrégation im Fach Spanisch und war Gymnasiallehrer in Brest, Nîmes, Tanger, Rabat, Bordeaux und Tours. Ab 1940 lehrte er (als Vertreter von Amédée Mas) an der Universität Tours, ab 1945 in Bordeaux. Er habilitierte sich 1949 an der Sorbonne mit der Schrift Recherches sur la genèse, la nature et la date des vieux romances espagnols (unveröffentlicht) und der Herausgabe von Le Chansonnier espagnol d'Herberay des Essarts, XVe siècle (Bordeaux, Féret, 1951). Ab 1951 war er an der Sorbonne Professorenkollege von Robert Ricard. Aubrun war Offizier der Ehrenlegion (1987).

## Werke
- (Hrsg. mit José Fernández Montesinos)  Lope de Vega, Peribáñez y el Comendador de Ocaña, tragi-comedia, Paris, Hachette, 1943.
- L'Amérique centrale, Paris, PUF, 1952, 1962, 1968, 1974 (Que sais-je ? 513).
- Histoire des lettres hispano-américaines, Paris, Armand Colin, 1954.
- Histoire du théâtre espagnol, Paris, PUF, 1965, 1970 (Que sais-je ? 1179).
- La Comédie espagnole (1600-1680), Paris, PUF, 1966, 1981.
- La Littérature espagnole, Paris, PUF, 1977, 1982, 1988, 1991, 1994, 2005, 2013 (Que sais-je ? 114).
- Les Vieux romances espagnols 1440-1550, Paris, Editions hispaniques, 1986.